# Bundesstiftung Magnus Hirschfeld

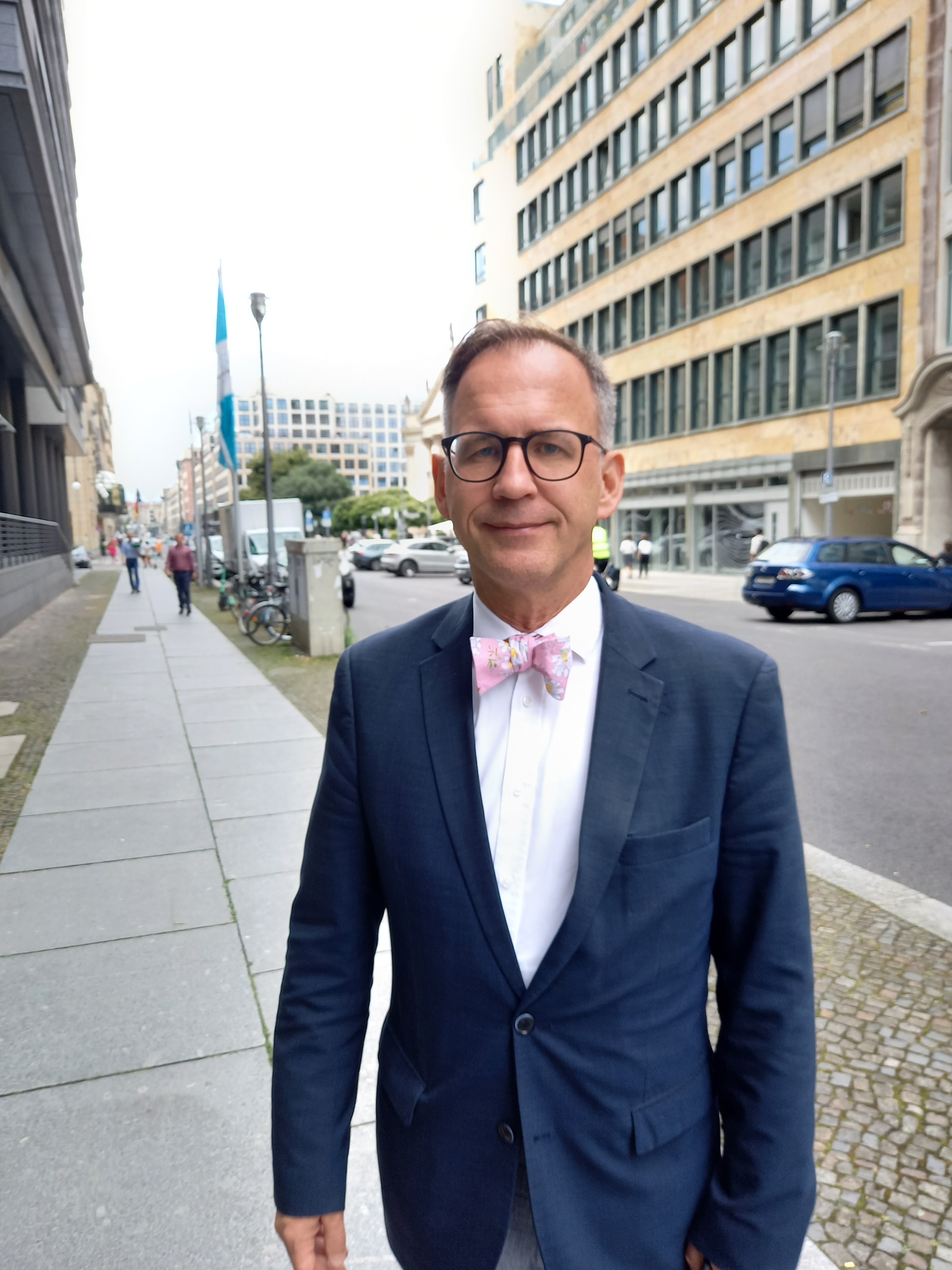
Der geschäftsführende Vorsitzende seit 2022, Helmut Metzner

Die Bundesstiftung Magnus Hirschfeld (BMH) ist eine mit 11,1 Millionen Euro (Stand: 31. Dezember 2018) ausgestattete Stiftung mit Sitz in Berlin. Ihre Ziele und Aufgaben sind es, an den Sexualwissenschaftler Magnus Hirschfeld zu erinnern, Bildungs- und Forschungsprojekte zu fördern und zu initiieren und einer gesellschaftlichen Diskriminierung von Lesben, Schwulen, Bisexuellen, trans- und intergeschlechtlichen sowie queeren Personen (Abkürzung: LSBTTIQ) in Deutschland entgegenzuwirken.
Gestützt auf die Pfeiler Forschung, Bildung und Erinnerung fördert die Bundesstiftung Magnus Hirschfeld die Erforschung geschlechtlicher und sexueller Diversität sowie der Geschichte der LSBTTIQ, ihrer Diskriminierungen, Repressionen und Verfolgungen, ihrer gesellschaftlichen Emanzipationsprozesse (zum Beispiel Homosexuellenbewegungen) sowie ihres Alltags – vornehmlich seit der Mitte des 19. Jahrhunderts bis zur heutigen Zeit. In ihrer LSBTTIQ-lebensweltorientierten Bildungsarbeit unterstützt die Stiftung unter anderem die Vernetzung von Schulaufklärungsprojekten und Initiativen der Jugend- und Erwachsenenbildung, die sexuelle Vielfalt thematisieren, um die Akzeptanz von LSBTTIQ in Schule und in der Arbeitswelt zu fördern.
Ein zentrales Stiftungsprojekt zur Erinnerung an Lesben, Schwule, Bisexuelle, Trans* und Inter* stellt das Archiv der anderen Erinnerungen dar. Dieses Videoarchiv beinhaltet Lebensgeschichten von LSBTTIQ-Zeitzeugen, die unmittelbar oder mittelbar unter den Folgen des Paragraphen 175 StGB in der frühen Bundesrepublik beziehungsweise des Paragraphen 151 StGB in der DDR gelitten haben. Es entsteht in Zusammenarbeit mit den Bundesländern sowie Archiven, Universitäten und weiteren Einrichtungen und Verbänden.

## Organisation

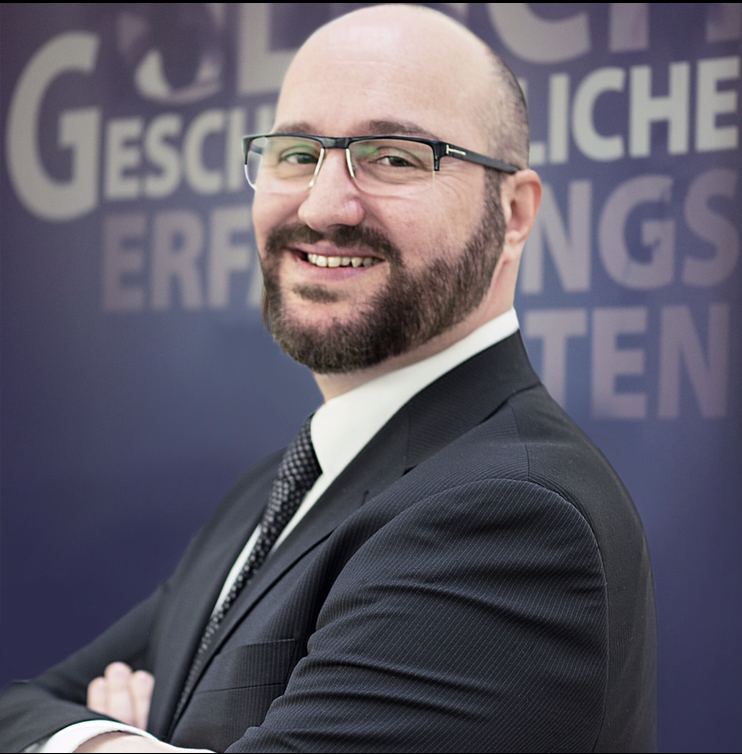
Der langjährige Vorsitzende Jörg Litwinschuh

Grundsätzlich wird ein dauerhafter Erhalt des Stiftungsvermögens erreicht, da lediglich Zinsen und Spenden für den Stiftungszweck eingesetzt werden. Die Bundesstiftung Magnus Hirschfeld ist Mitglied im Bundesverband Deutscher Stiftungen und hat drei Stiftungsorgane: Vorstand, Kuratorium und Fachbeirat.
Am 22. Juni 2016 wurde Jörg Litwinschuh für eine zweite Amtszeit bestellt. Er schied am Ende der Amtszeit im November 2021 aus. Ab da führte das Amt kommissarisch der dienstälteste Referent der Stiftung, Daniel Baranowski. Am 7. April 2022 wurde Helmut Metzner zum geschäftsführenden Vorstand gewählt und trat das Amt am 15. Juni 2022 an.

### Kuratorium
Das Kuratorium trifft die wesentlichen Beschlüsse der Stiftung und überwacht die Arbeit des Vorstands. Das Kuratorium besteht aus 16 Mitgliedern sowie den vom Deutschen Bundestag benannten Mitgliedern, deren Anzahl ist die kleinstmögliche, bei der jedenfalls jede Fraktion zumindest ein Mitglied benennen kann und die Mehrheitsverhältnisse möglichst gewahrt werden, maximal jedoch neun. Die 16 Mitglieder werden vom Bundesministerium der Justiz und für Verbraucherschutz (zwei) sowie (je eins) vom Bundesministerium des Innern, für Bau und Heimat, Bundesministerium der Finanzen, Bundesministerium für Familie, Senioren, Frauen und Jugend, Bundesministerium für Bildung und Forschung, Fachverband Homosexualität und Geschichte, Initiative Queer Nations, Jugendnetzwerk Lambda, LesbenRing, Lesben- und Schwulenverband in Deutschland, Ökumenische Arbeitsgruppe Homosexuelle und Kirche, Queeres Netzwerk Bundesverband queerer Landesnetzwerke, Berufsverband VK, Wirtschaftsweiber sowie Bundesverband Trans* benannt.
Es hatte mit Stand vom Januar 2024 folgende Zusammensetzung:
- Vorsitzender: Marco Buschmann (Bundesministerium der Justiz und für Verbraucherschutz)
- stellv. Vorsitzende: Ruth Schröder (Bundesministerium der Justiz und für Verbraucherschutz)
- Jörn Thießen (Bundesministerium des Innern, für Bau und Heimat, Stellvertreterin: Juliane Rapp-Lücke)
- Corinna Westermann (Bundesministerium der Finanzen, Stellvertreter: Sven Asmussen)
- Marc Nellen (Bundesministerium für Familie, Senioren, Frauen und Jugend, Stellvertreterin: Ina-Marie Blomeyer)
- Annette Steinich (Bundesministerium für Bildung und Forschung, Stellvertreterin: Daniela Schmidt)
- Anke Hennig (Deutscher Bundestag, Fraktion der SPD, Stellvertreterin: Anna Kassautzki)
- Jan Plobner (Deutscher Bundestag, Fraktion der SPD, Stellvertreterin: Falko Droßmann)
- Jens Spahn (Deutscher Bundestag, Fraktion der CDU/CSU, Stellvertreterin: Elisabeth Winkelmeier-Becker)
- Jan-Marco Luczak (Deutscher Bundestag, Fraktion der CDU/CSU)
- Max Lucks (Deutscher Bundestag, Fraktion BÜNDNIS 90/DIE GRÜNEN, Stellvertreterin: Tessa Ganserer)
- Jürgen Lenders (Deutscher Bundestag, Fraktion der FDP, Stellvertreterin: Ria Schröder)
- Kathrin Vogler (Deutscher Bundestag, Fraktion DIE LINKE, Stellvertreter: Jan Korte)
- Michael Schön (Fachverband Homosexualität und Geschichte, Stellvertreter: Klaus Sator)
- Jan Feddersen (Initiative Queer Nations e. V. (IQN))[Anm 1]
- Almut Schneider (Initiative Queer Nations e. V. (IQN))[Anm 1]
- Emily Schunk (Jugendnetzwerk Lambda, Stellvertreterin: Oska Jacobs)
- Kathrin Schultz (LesbenRing, Stellvertreterin: Juliane Rosin)
- Axel M. Hochrein (Lesben- und Schwulenverband in Deutschland)[Anm 1]
- Alva Träbert (Lesben- und Schwulenverband in Deutschland)[Anm 1]
- Thomas Beckmann (Ökumenische Arbeitsgruppe Homosexuelle und Kirche, Stellvertreter: Thomas Pöschl)
- Nico Kerski (QueerNetz.de e. V., Stellvertreterin: Lioba Martin)
- Frank Sarfeld (Völklinger Kreis, Stellvertreter: Markus Erlenbruch)
- Steffi Grimm (Wirtschaftsweiber e. V., Stellvertreterin: Simone Allard)
- Conny-Hendrik Schälicke (Bundesverband Trans*, Stellvertreter: Frank Krüger)

1. 1 2 3 4  Die beiden Kuratoriumsmitglieder der „Initiative Queer Nations e. V.“ und des „Lesben- und Schwulenverbands in Deutschland“ haben bei Abstimmungen jeweils eine gemeinsame Stimme im Gremium.

### Fachbeirat
Der mit Beratungsaufgaben betraute Fachbeirat setzt sich überwiegend aus namhaften Vertreterinnen und Vertretern der Wissenschaft und des Bildungsbereichs zusammen, die mit den Stiftungszwecken in Bezug stehen. Er wird vom Kuratorium für vier Jahre gewählt. Das Gremium setzt sich seit 3. Juli 2024 wie folgt zusammen:
- Vorsitzende: Annette Güldenring (Deutsche Gesellschaft für Sexualforschung, Fachärztin Psychiatrie und Psychotherapie)
- Stellv. Vorsitzender: Pierre Thielbörger (Ruhr-Universität Bochum, Institut für Friedenssicherungsrecht und Humanitäres Völkerrecht (IFHV))
- Sabine Balke (i.d.a. – Dachverband deutschsprachiger Frauen / Lesbenarchive, -bibliotheken und -dokumentationsstellen)
- Ulrich Baumann (Stiftung Denkmal für die ermordeten Juden Europas)
- Nina Degele (Albert-Ludwigs-Universität Freiburg, Institut für Soziologie)
- Norman Domeier (Universität Stuttgart, Historisches Institut)
- Marcel Hackbart (Fachhochschule des Mittelstands)
- Rainer Herrn (Magnus-Hirschfeld-Gesellschaft)
- Rebecca Knecht (Queere Bildung e. V.)
- Martin Lücke (Freie Universität Berlin, Didaktik der Geschichte)
- Anna Katharina Mangold (Europa-Universität Flensburg, European Studies)
- Julia Noah Munier (Universität Stuttgart, Historisches Institut)
- Karen Nolte (Universität Heidelberg)
- Kirsten Plötz (Historikerin)
- Martin Podszus (Carl von Ossietzky Universität Oldenburg)
- Heiner Schulze (Schwules Museum, Berlin)
- Michael Schwartz (Institut für Zeitgeschichte)
- Lucie Veith (Intergeschlechtliche Menschen e. V.)
- Heinz-Jürgen Voß (Hochschule Merseburg)
- Miriam Yildiz (IU Internationale Hochschule Düsseldorf)
- Layla Zami (Freie Universität Berlin)

## Geschichte
Im November 2010 hatte der Haushaltsausschuss des Bundestages – entsprechend dem Koalitionsvertrag vom Oktober 2009 – 10 Millionen Euro als Startkapital für die Gründung der Bundesstiftung Magnus Hirschfeld bewilligt. Vorausgegangen waren ein Beschluss des Bundestages vom Jahr 2000 unter der rot-grünen Bundesregierung sowie ein Gesetzentwurf der FDP im Jahr 2003. Die Gründung der Stiftung hat nach dem Beschluss der Bundesregierung am 27. Oktober 2011 stattgefunden. Die Realisierung des Vorhabens geschah unter Federführung von Bundesjustizministerin Sabine Leutheusser-Schnarrenberger. Jörg Litwinschuh wurde am 10. November 2011 zum Vorstand der Stiftung bestellt. Das Kuratorium der Stiftung hat am 27. Februar 2012 die Stiftungsordnung beschlossen.
Am 22. Juni 2016 wurde Litwinschuh für eine zweite Amtszeit bestellt.

## Stiftungsprojekte (Auswahl) und Förderungen
Die Bundesstiftung Magnus Hirschfeld verwirklicht ihre satzungsmäßigen Zwecke durch eigene Aktivitäten sowie durch finanzielle Förderung von Projekten Dritter. Von 2012 bis 2024 bewilligte die Stiftung 888.437,72 Euro an Fördermitteln für 213 Projekte.

### Archiv der anderen Erinnerungen
Die Bundesstiftung startete 2013 unter dem Namen Archiv der anderen Erinnerungen (AdaE) ein Videoarchiv mit Zeitzeugen-Interviews und mit individuellen Erfahrungen und Erinnerungen zu LSBTTIQ-Lebensgeschichten seit den 1950er und 1960er Jahren. Queer.de berichtete in diesem Zusammenhang über die Vereinbarung einer Kooperation mit dem Land Berlin. Um die Interviews auch für die politische Bildungsarbeit zu nutzen, hat die Bundesstiftung Magnus Hirschfeld ein Pilotprojekt initiiert. In Zusammenarbeit mit dem Lehrstuhl für Didaktik der Geschichte an der Freien Universität Berlin, dem Max-Planck-Institut für Bildungsforschung, dem Spinnboden – Lesbenarchiv und Bibliothek, dem Center für Digitale Systeme und der Agentur für Bildung wurden anhand von vier Interviews webbasierte Bildungsmodule entwickelt. Aus den mehrstündigen Interviews, die Wolfgang Lauinger, Anna Thomann, Harm-Peter Dietrich († 2025)und Maria Sabine Augstein der Bundesstiftung Magnus Hirschfeld gewährten, entstanden verdichtete Filmfassungen. Sie verdeutlichen die Auswirkungen des § 175 StGB auf die Lebenssituation und Lebenserfahrung der Zeitzeugen. Sie stehen auf der Webseite der BMH zur Verfügung.

### Fußball für Vielfalt, Fußball gegen Homophobie
Der Fußball-Sport hat gerade erst begonnen, sich dem Problem der Homophobie in den eigenen Reihen professionell zu stellen: Einen positiven und offenen Umgang mit der Homosexualität von aktiven Sportlern gibt es bisher kaum. Bereits im März 2010 hat Jörg Litwinschuh, der sich seit über 20 Jahren in der Lesben- und Schwulenbewegung engagiert, das Expertennetzwerk „Fußball gegen Homophobie“ gegründet. 2012 übertrug er die Rechte an der Marke „Fußball für gegen Homophobie“ kostenlos an die Bundesstiftung Magnus Hirschfeld. Die Stiftung kann mit ihren Bildungs-, Forschungs- und Evaluations-Maßnahmen dort ansetzen, wo es am wichtigsten ist: in der Trainerausbildung, im Jugendtraining, bei den Funktionären, bei den Fans und nicht zuletzt bei den Eltern der Jugendlichen. Die Initiative, die im Verlauf in „Fußball für Vielfalt, Fußball gegen Homophobie“ umbenannt wurde, zielt darauf ab, Funktionäre, Sportler, Trainer, Schiedsrichter, Vereine, Fanclubs, Eltern von jungen Sportlern, Sponsoren, Wissenschaftler und Medien zu vernetzen. Eine Errungenschaft dieses Projektes ist eine Berliner Erklärung für die Vielfalt im Fußball und gegen Homophobie, die seit dem 17. Juli 2013 von 61 (Stand: Oktober 2016) (Bundesliga)Vereinen und -Verbänden, Unternehmen und Institutionen unterzeichnet wurde. Thomas Hitzlsperger ist inzwischen Botschafter der Initiative geworden.

### Hirschfeld-Tage
Mit den Hirschfeld-Tagen veranstaltet die Bundesstiftung im Zweijahresturnus eine Reihe von Workshops, Vernetzungstreffen, Lesungen, Vorträgen und anderen Veranstaltungen, deren Ziel es ist, an den Sexualreformer und Mitbegründer der ersten deutschen Homosexuellenbewegung Magnus Hirschfeld zu erinnern und zeitgeschichtliche sowie aktuelle Themen rund um Lebenswelten von lesbischen, schwulen, bisexuellen, trans- und intergeschlechtlichen und queeren Menschen aufzugreifen. Sie finden jeweils in einem anderen Bundesland/Bundeslandverbund statt und bemühen sich um die nachhaltige Vernetzung und Stärkung regionaler Projektpartner, die sich für sexuelle und geschlechtliche Vielfalt engagieren. So kooperiert die Bundesstiftung Magnus Hirschfeld mit lokalen Akteuren aus den veranstaltenden Bundesländern um historischen und aktuellen Fragestellungen nachzugehen und Diskurse zu initiieren, die zu Sichtbarkeit und Akzeptanz von LSBTIQ aus unterschiedlichen ökonomischen, politischen, sozialen und kulturellen Kontexten beitragen sollen. Außerdem stehen die Stärkung des Selbstbewusstseins und geschlechtlicher Selbstbestimmung sowie das Zusammenwirken identitätsgenerierender Kategorien (Geschlechtsidentität, sexuelle Orientierung, soziale, ethnische und religiöse Zugehörigkeit, Alter, Beeinträchtigung) im Vordergrund. Dieses Projekt startete 2012 in Berlin und fand 2014 in Nordrhein-Westfalen statt. 2016 finden die Hirschfeld-Tage in Sachsen, Sachsen-Anhalt und Thüringen statt.

### Hirschfeld Lectures
2012 startete die Bundesstiftung die Vortrags- und Schriftenreihe Hirschfeld Lectures. Die neue Reihe versteht sich als Impulsgeberin für die Darstellung geschichtlicher Zusammenhänge und aktueller Fragestellungen (z. B. im Bildungs- und Forschungsbereich) hinsichtlich der Verfolgung, der Diskriminierung und des Alltags von Lesben, Schwulen, Bisexuellen, trans- und intergeschlechtlichen und queeren Personen.
Gemeinsam mit dem Wallstein Verlag in Göttingen werden die Vorträge in der gleichnamigen Schriftenreihe veröffentlicht:
- Dagmar Herzog: Paradoxien der sexuellen Liberalisierung. (Hirschfeld Lectures, Band 1). Wallstein-Verlag, Göttingen 2013, ISBN 978-3-8353-1262-3.
- Andreas Kraß: „Meine erste Geliebte“ – Magnus Hirschfeld und sein Verhältnis zur schönen Literatur. (Hirschfeld Lectures, Band 2). Wallstein-Verlag, Göttingen 2013, ISBN 978-3-8353-1263-0.
- Thomas Bauer, Bertold Höcker, Walter Homolka, Klaus Mertes: Religion und Homosexualität – Aktuelle Positionen. (Hirschfeld Lectures, Band 3). Wallstein Verlag, Göttingen 2013, ISBN 978-3-8353-1325-5.
- Jeffrey Weeks: Sexuelle Gleichberechtigung. Gender, Sexualität und homosexuelle Emanzipation in Europa. (Hirschfeld Lectures, Band 4). Wallstein Verlag, Göttingen 2014, ISBN 978-3-8353-1324-8.
- Claudia Breger: Nach dem Sex? Sexualwissenschaft und Affect Studies. (Hirschfeld Lectures, Band 5). Wallstein Verlag, Göttingen 2014, ISBN 978-3-8353-1461-0.
- Robert Beachy: „Ich bin schwul“ – W. H. Auden im Berlin der Weimarer Republik. (Hirschfeld Lectures, Band 6). Wallstein Verlag, Göttingen 2014, ISBN 978-3-8353-1563-1.
- Norman Domeier, Rainer Nicolaysen, Maria Borowski, Martin Lücke und Michael Schwartz: Gewinner und Verlierer. Beiträge zur Geschichte der Homosexualität in Deutschland im 20. Jahrhundert. (Hirschfeld Lectures, Band 7). Wallstein Verlag, Göttingen 2015, ISBN 978-3-8353-1677-5.
- Raimund Wolfert: Homosexuellenpolitik in der jungen Bundesrepublik. Kurt Hiller, Hans Giese und das Frankfurter Wissenschaftlich-humanitäre Komitee. (Hirschfeld Lectures, Band 8). Wallstein Verlag, Göttingen 2015, ISBN 978-3-8353-1727-7.
- Elisabeth Tuider und Martin Dannecker: Das Recht auf Vielfalt. Aufgaben und Herausforderungen sexueller Bildung. (Hirschfeld Lectures, Band 9). Wallstein Verlag, Göttingen 2016, ISBN 978-3-8353-1836-6.
- Thomas Sattelberger: Vielfalt statt Einfalt. Für Offenheit und Pluralismus streiten. (Hirschfeld Lectures, Band 10). Wallstein Verlag, Göttingen 2016, ISBN 978-3-8353-1908-0.
- Sabine Hark: Koalitionen des Überlebens: Queere Bündnispolitiken im 21. Jahrhundert. (Hirschfeld Lecture, Band 11). Wallstein Verlag, Göttingen 2017, ISBN 978-3-8353-3041-2.
- Gisela Wolf: Substanzgebrauch bei Queers: Dauerthema und Tabu. (Hirschfeld Lecture, Band 12). Wallstein Verlag, Göttingen 2017, ISBN 978-3-8353-3120-4.

### Historische LSBTTIQ-Biographien
Im Rahmen ihrer Erinnerungsarbeit veröffentlicht die Bundesstiftung Magnus Hirschfeld auf ihrer Webseite Biographien von LSBTTIQ-Persönlichkeiten – beginnend mit engagierten Menschen, die im 19. Jahrhundert und in der Weimarer Zeit lebten. Bisher sind Biographien von Magnus Hirschfeld,  Lili Elbe, Johanna Elberskirchen, Karl-Heinrich Ulrichs, Rudolf Brazda, Else Ida Pauline Kienle, Hilde Radusch und Gert Christian Südel erschienen.

### Gedenk- und Aktionstage (Beispiele)

#### Gedenkveranstaltung 6. Mai 2013
6. Mai 1933. 9.30 Uhr. Die Plünderung und Zerschlagung des Instituts für Sexualwissenschaft in Berlin; nachzulesen in Günter Graus Buch „Die Homosexualität in der NS-Zeit“. Der 6. Mai. Das Datum in der Sexualwissenschaft. Mit der Plünderung geht ein Meilenstein der Sexualwissenschaft verloren. Das Lebenswerk Hirschfelds zerstört. An einem einzigen Tag. Anlässlich dieses Tages fand am 6. Mai 2013 eine Gedenkveranstaltung im Centrum Judaicum statt. Eröffnet wurde sie von Hermann Simon (Direktor der Stiftung Neue Synagoge – Centrum Judaicum Berlin), Ulrich Baumann (Stellvertretender Direktor der Stiftung Denkmal für die ermordeten Juden Europas) und einer Vertreterin von Bundesjustizministerin Sabine Leutheusser-Schnarrenberger (Vorsitzende des Kuratoriums der Bundesstiftung Magnus Hirschfeld). Der Schauspieler und Sänger Gustav Peter Wöhler las aus Christopher Isherwoods Autobiographie „Christopher and His Kind“ vor. Im Anschluss moderierte taz-Journalist Jan Feddersen (zugleich Vertreter der Initiative Queer Nations e. V. im Kuratorium der Bundesstiftung) eine Podiumsdiskussion über die Auswirkungen der Zerschlagung des Instituts für Sexualwissenschaft: Mit Susanne zur Nieden (Zentrum für Interdisziplinäre Frauen- und Geschlechterforschung), Sabine Balke (Geschäftsführerin Spinnboden Lesbenarchiv & Bibliothek e. V.), Andreas Pretzel (Humboldt-Universität zu Berlin, Archiv für Sexualwissenschaft) und Rainer Herrn (Institut für Geschichte der Medizin an der Charité Berlin). Musikalisch wurde die Veranstaltung von der Sängerin Vivian Kanner gestaltet, am Akkordeon begleitet von Maxim Shagaev.

#### IDAHO 2013
Die Bundesstiftung hat fünf Projekte zum Internationalen Tag gegen Homo- und Transphobie (IDAHO) 2013 gefördert. Wie bereits 2012 riefen die Bundesstiftung Magnus Hirschfeld und die blu Initiativen auf, Ideen für Veranstaltungen rund um diesen Aktionstag einzureichen. Die Bundesstiftung Magnus Hirschfeld unterstützte 5 Projekte mit jeweils bis zu 800 Euro.

### Weitere Projekte
Die Stiftung Akademie Waldschlösschen in Reinhausen bei Göttingen und die Bundesstiftung Magnus Hirschfeld kooperieren im Rahmen der Hirschfeld-Akademie bei der Entwicklung und Durchführung von Bildungs- und Qualifizierungsmaßnahmen sowie der LSBTTIQ-Bildungsvernetzung.
Weitere Projekte der BMH sind und waren unter anderem: Charity Dinner, und der Hirschfeld-Wissenschaftskongress. Aktuell startet die Stiftung ein Projekt mit Geflüchteten mit dem Titel Refugees & Queers.